# Magnesiumhydroxide
Magnesiumhydroxide is een base met als brutoformule Mg(OH)2. De stof komt voor als een witte vaste stof, die zeer slecht oplosbaar is in water. Magnesiumhydroxide komt in de natuur voor als het mineraal bruciet.

## Synthese
Magnesiumhydroxide kan bereid worden door de oplossing van een goed oplosbaar magnesiumzout (zoals magnesiumchloride) te behandelen met calciumhydroxide. Het vrijwel onoplosbare magnesiumhydroxide slaat daarbij neer:
{\displaystyle {\ce {MgCl2 + Ca(OH)2 -> Mg(OH)2 (v) + CaCl2}}}
Ook ontstaat het via een redoxreactie als magnesium in zout water wordt gelegd:
{\displaystyle {\ce {Mg + H2O -> Mg(OH)2 + H2}}}
Magnesium is hier de reductor en water de oxidator. Het zout in het water is nodig om de elektronen van het ene naar het andere deeltje te leiden.

## Eigenschappen
Magnesiumhydroxide is zeer slecht oplosbaar in water: het oplosbaarheidsproduct bedraagt 1,5 × 10−11. Vandaar dat het, in tegenstelling tot het analoge natriumhydroxide, een zwakke en geen sterke base is. Een suspensie van deze stof in water wordt ook wel magnesiummelk genoemd. Magnesiumhydroxide ontleedt bij 350 °C in magnesiumoxide en water:
{\displaystyle {\ce {Mg(OH)2->[\Delta T] MgO + H2O}}}

## Toepassingen
Magnesiumhydroxide wordt vooral gebruikt als een antacidum, een stof die de symptomen van maagzuur tegengaat. De stof reageert dan met het maagzuur (zoutzuur), waardoor een neutralisatiereactie optreedt.
Het wordt in voedingsstoffen gebruikt als zuurteregelaar en wordt dan op het etiket vermeld als E528.

## Toxicologie en veiligheid
Magnesiumhydroxide is doorgaans niet gevaarlijk voor de gezondheid. Bij overmatig gebruik kan het gevaarlijk worden. Als het zout in aanraking komt met de huid, kan dit hooguit voor wat irritatie zorgen.